# Zdeňka Šilhavá
Zdeňka Šilhavá, rozená Kusá, později Bartoňová (* 15. června 1954, Krnov) je bývalá československá atletka, která se specializovala na hod diskem a na vrh koulí.
Reprezentovala na letních olympijských hrách v Moskvě 1980, v Soulu 1988 a také v Atlantě 1996. Nejlepšího výsledku dosáhla na olympiádě v jihokorejském Soulu, kde ve finále hodu diskem obsadila výkonem 67,84 m šesté místo. Dvakrát šestá skončila také na mistrovství světa v Helsinkách 1983 a v Římě 1987. Jejím největším úspěchem ve vrhu koulí byla bronzová medaile z halového mistrovství Evropy v Budapešti v roce 1983. V letech 1980–1984 vytvořila celkem deset československých rekordů v hodu diskem.
Dvakrát (1984, 1988) byla zvolena nejlepší atletkou Československa v ženské kategorii.

## Dopingová diskvalifikace
V době, kdy Zdeňka Šilhavá držela světový rekord v hodu diskem, byla diskvalifikována (zároveň s koulařem Remigiem Machurou) pro použití nedovolených anabolických steroidů. K diskvalifikaci došlo po dopingovém nálezu při A-finále Evropského poháru, které se konalo v roce 1985 v Moskvě a kde Zdena Šilhavá obsadila výkonem 66,42 metru třetí místo. Její umístění bylo zrušeno a československému ženskému týmu byly její body v celkové klasifikaci odečteny. V důsledku toho kleslo družstvo z původního 5. místa na místo sedmé (dostaly se před něj týmy Polska a Itálie), které však zaručovalo udržení se v A-skupině a tím i start v následujícím A-finále v roce 1987 v Praze na Strahově. Zdeňka Šilhavá, suspendovaná na dva roky, musela vynechat celou následující sezónu 1986, a tím i mistrovství Evropy ve Stuttgartu. V roce 1987 se však vrátila a dokázala znovu překonat sedmdesátimetrovou hranici v hodu diskem a dosáhnout poměrně dobrých umístění na mistrovství světa 1987 a olympijských hrách 1988.
Diskvalifikace Šilhavé a Machury je dodnes nejzávažnějším dopingovým případem v historii československé a české atletiky.

## Osobní rekordy
Je bývalou držitelkou světového rekordu v hodu diskem. Její výkon 74,56 m je dodnes druhým nejlepším v celé historii. Dál hodila jen 9. července 1988 v Neubrandenburgu východoněmecká diskařka Gabriele Reinschová, která drží světový rekord výkonem 76,80 m.
- hod diskem – 74,56 m – 26. srpna 1984, Nitra
- vrh koulí (venku) – 21,05 m – 23. července 1983, Praha
- vrh koulí (hala) – 19,76 m – 19. února 1983, Jablonec
- skok do dálky (hala) – 6,11 m – 2. února 1983, Praha

## Světový rekord
Zdeňka Šilhavá nebyla první českou atletkou, která překonala světový rekord v hodu diskem: už 11.9.1925 vytvořila v Praze, při atletickém utkání Praha-Brno, světový rekord Marie Vidláková (* 4. 9. 1904), když svůj disk poslala do vzdálenosti 31,15 metru. V roce 1984 vytvořila světový rekrod – hodem více než dvakrát tak dlouhým – Zdeňka Šilhavá. Rekordu dosáhla v Nitře, 26.8.1984, na stadionu tamního klubu Stavbár Nitra. Zdeňka Šilhavá hned prvním pokusem, dlouhým 74,56 metru, překonala v 15 hodin a 10 minut dosavadní rekord Iriny Meszynské z NDR (73,36 m), vytvořený před pouhými 9 dny, 17.8.1984 na pražském Rošického stadionu při mezinárodních závodech narychlo pojmenovaných po blížící se československé spartakiádě 1985 a uspořádaných jako náhrada pro atlety socialistických zemí za bojkotované olympijské hry v Los Angeles. Šilhavá měla vynikající sérii, ve které celkem čtyřikrát přehodila hranici 70 metru (74,56-přešlap-63,40-70,28-72,54-71,78 m). Za hranici 60 metrů se v tomto závodě dostaly i dvě další československé diskařky – čtvrtá Gabriela Hanuláková ve slovenském rekordu 64,00 m i pátá Jitka Prouzová s výkonem 62,26 metru.

## Světový veteránský rekord
Ve svých 45 letech, patnáct let po světovém rekrodu 74,56 m a v předposledním roce své aktivní atletické dráhy, překonala Zdeňka Šilhavá světový veteránský rekord v kategorii W40 (nad čtyřicet let), který – vzhledem k jejímu tehdejšímu věku – platil i pro další věkovou kategorii, W45. Podařilo se jí to 11. 8. 1999 v Pardubicích, když předvedla svůj vůbec nejkvalitnější hod devadesátých let – 64,09 metru. Dosavadní držitelkou světového rekordu v kategorii W40 byla sovětská (estonská) diskařka Helgi Partsová, která v roce 1980, ve svých 43 letech poslala disk do vzdálenosti 63,70 m.

## Výkony v jednotlivých sezónách

### Hod diskem
- 1973 — 39,84 m
- 1974 — 42,88 m
- 1975 — 49,68 m (6. v Československu)
- 1976 — 49,02 m (6. v Československu)
- 1977 — 53,22 m
- 1978 — 56,70 m
- 1979 — 56,30 m
- 1980 — 64,50 m (27. na světě)
- 1981 — 65,74 m (14. na světě)
- 1982 — 68,66 m (7. na světě)
- 1983 — 70,00 m (5. na světě)
- 1984 — 74,56 m (1. na světě)
- 1985 — 70,70 m (2. na světě)
- 1986 — × (nezávodila, suspendována pro pozitivní dopingový test)
- 1987 — 69,52 m (5. na světě)
- 1988 — 71,68 m (6. na světě)
- 1989 — × (rodičovská dovolená)
- 1990 — × (rodičovská dovolená)
- 1991 — × (rodičovská dovolená)
- 1992 — 53,52 m (6. v Československu)
- 1993 — 61,06 m (39. na světě, 1. v České republice)
- 1994 — 60,88 m (33. na světě, 3. v České republice)
- 1995 — 59,54 m (51. na světě, 1. v České republice)
- 1996 — 61,04 m (39. na světě, 2. v České republice)
- 1997 — 61,32 m (35. na světě, 2. v České republice)
- 1998 — 62,35 m (29. na světě, 1. v České republice)
- 1999 — 64,09 m (16. na světě, 2. v České republice)
- 2000 — 61,02 m (41. na světě, 2. v České republice)

### Vrh koulí
- 1970 — 11,96 m
- 1971 — 12,30 m
- 1972 — 12,51 m (2. starší dorostenky v Československu)
- 1973 — 13,07 m (17. v Československu)
- 1974 — 14,28 m (5. v Československu)
- 1975 — 16,82 m (4. v Československu)
- 1976 — 17,40 m (2. v Československu)
- 1977 — 18,42 m v hale (2. v Československu) — venku 17,69 m
- 1978 — 19,42 m (13. na světě)
- 1979 — 18,70 m
- 1980 — 20,00 m (17. na světě)
- 1981 — 19,54 m (10. na světě)
- 1982 — 20,55 m (10. na světě)
- 1983 — 21,05 m (3. na světě)
- 1984 — 20,12 m (18. na světě)
- 1985 — 20,13 m (12. na světě)
- 1986 — × (nezávodila, suspendována pro pozitivní dopingový test)
- 1987 — 19,43 m (30. na světě)
- 1988 — 19,78 m (24. na světě)
- 1989 — × (rodičovská dovolená)
- 1990 — × (rodičovská dovolená)
- 1991 — × (rodičovská dovolená)
- 1992 — 14,25 m (7. v Československu)
- 1993 — 16,62 m (88. na světě, 1. v České republice)
- 1994 — 16,01 m (115. na světě, 2. v České republice, ale nejlepší český výkon roku na otevřeném sektoru)
- 1995 — 16,33 m v hale (100. na světě, 1. v České republice) — venku 16,23 m (1. v České republice)
- 1996 — 16,54 m v hale (96. na světě, 1. v České reopublice) — venku 16,10 m (1. v České republice)
- 1997 — 16,65 m (103. na světě, 2. v České republice)
- 1998 — 17,16 m (71. na světě, 1. v České republice)
- 1999 — 16,95 m (71. na světě, 1. v České republice)
- 2000 — 16,89 m (72. na světě, 1. v České republice)

### Vrh koulí (v hale)
- 1972 — 12,18 m (8. v Československu)
- 1973 — ×
- 1974 — ×
- 1975 — 15,56 m (1. v Československu)
- 1976 — 15,88 m (1. v Československu)
- 1977 — 18,42 m (2. v Českosolvensku)
- 1978 — 18,23 m
- 1979 — 17,16 m (1. v Československu)
- 1980 — 18,63 m
- 1981 — ×
- 1982 — ×
- 1983 — 19,76 m
- 1984 — 19,47 m (2. v Československu)
- 1985 — ×
- 1986 — × (nezávodila, suspendována pro pozitivní dopingový test)
- 1987 — ×
- 1988 — ×
- 1989 — × (rodičovská dovolená)
- 1990 — × (rodičovská dovolená)
- 1991 — × (rodičovská dovolená)
- 1992 — ×
- 1993 — 15,97 m (1. v České republice)
- 1994 — 15,97 m (2. v České republice)
- 1995 — 16,33 m (1. v České republice)
- 1996 — 16,54 m (1. v České republice)
- 1997 — 16,17 m (1. v České republice)
- 1998 — 15,72 m (1. v České republice)
- 1999 — 16,07 m (2. v České republice)
- 2000 — 16,49 m (1. v České republice)

## Deset nejlepších výkonů
1. 74,56 (1) Nitra 26.8.1984 (mezinárodní mítink)
2. 72,00 (1) Litomyšl 28.7.1984
3. 71,68 (1) Praha 15.5.1988
4. 71,44 (1) Chrudim 6.8.1988
5. 70,76 (1) Nice 20.8.1984 (mezinárodní mítink)
6. 70,70 (1) Varšava 27.7.1985 (mezistátní atletické utkání Polsko-Československo)
7. 70,18 (1) Nitra 28.8.1988 (mezistátní atletické utkání 7 národních týmů evropských zemí ve vrhačských disciplínách)
8. 70,14 (3) Praha 17.8.1984 (závody „Spartakiáda“, někdy nazývané i „Družba“, náhradní akce za bojkotované letní olympijské hry 1984)
9. 70,00 (1) Schwechat 18.6.1983 (mezistátní atletické utkání)
10. 69,92 (1) Praha 10.8.1984

## Anketa o nejlepšího atleta Československa
Zdaňka Šilhavá dvakrát zvítězila v anketě o nejlepší československou atletku roku, kterou každoročně (pod měnícími se názvy) vyhlašoval jako čtenářskou korespondenční anketu měsíčník Atletika a která byla předchůdcem současné ankety Atlet roku. Zatímco od založení ankety v roce 1962 byli muži a ženy voleni do společného žebříčku, v době největších úspěchů Zdeňky Šilhavé (v letech 1978-1988) byly žebříčky vedeny odděleně pro muže a ženy. Zdeňka Šilhavá se tedy při obou svých vítězstvích o prvenství de facto dělila s Imrichem Bugárem a Jozefem Pribilincem, kteří byli v roce 1984, resp.1988 první v mužské části ankety.
- 1978 — 6. místo
- 1979 — 5. místo
- 1980 — 3. místo
- 1981 — 3. místo
- 1982 — 5. místo
- 1983 — 7. místo
- 1984 — 1. místo (spolu s Imrichem Bugárem)
- 1985 — × (dopingová diskvalifikace)
- 1986 — × (dopingová diskvalifikace)
- 1987 — 3. místo
- 1988 — 1. místo (spolu s Jozefem Pribilincem)

## Roční žebříčky (world rankings) časopisu Track & Field News

### Hod diskem
- 1981 — 8. místo
- 1982 — ×
- 1983 — 6. místo
- 1984 — 3. místo
- 1985 — 3. místo
- 1986 — ×
- 1987 — 6. místo
- 1988 — 8. místo

## Osobní život
Jejím manželem je bývalý diskař, olympionik (13. místo na hrách 1976 v Montrealu) Josef Šilhavý (* 13.12.1946, osobní rekord 64,90 m z roku 1975). Mají spolu syna Josefa.